# عشق چیست؟ (آلبوم چندآهنگه)
عشق چیست؟ (انگلیسی: What Is Love?)‏ پنجمین آلبوم چندآهنگه (ئی‌پی) از گروه دخترانهٔ اهل کره جنوبی، توایس است که در ۹ آوریل ۲۰۱۸ توسط جی‌وای‌پی انترتینمنت منتشر و توسط آی‌ریور توزیع شد. این آلبوم شامل شش قطعه است و قطعهٔ اصلی آن با همین عنوان توسط پارک جین یونگ، مؤسس جی‌وای‌پی انترتینمنت تهیه‌کنندگی شده است. سه عضو گروه یعنی جونگ‌یون، چه‌یونگ و جی‌هیو نیز در نگارش دو ترانه از این آلبوم چندآهنگه مشارکت داشته‌اند. این اثر نقدهای مثبتی از سوی منتقدان موسیقی دریافت کرد.

## جدول‌های موسیقی
| جدول (۲۰۱۸)                              | بالاترین جایگاه |
| ---------------------------------------- | --------------- |
| آلبوم‌های داغ ژاپنی (بیلبورد)             | ۱۰              |
| آلبوم‌های ژاپنی (اوریکون)                 | ۲               |
| آلبوم‌های دیجیتال ژاپنی (اوریکون)         | ۳               |
| آلبوم‌های کره جنوبی (گائون)               | ۲               |
| آلبوم‌های هیت‌سیکرز ایالات متحده (بیلبورد) | ۱۳              |
| آلبوم‌های مستقل ایالات متحده (بیلبورد)    | ۳۵              |
| آلبوم‌های جهانی ایالات متحده (بیلبورد)    | ۳               |

| جدول (2018)                | جایگاه |
| -------------------------- | ------ |
| آلبوم‌های ژاپنی (اوریکون)   | ۵۸     |
| آلبوم‌های کره جنوبی (گائون) | ۱۰     |

| جدول (۲۰۱۹)                | جایگاه |
| -------------------------- | ------ |
| آلبوم‌های کره جنوبی (گائون) | ۹۸     |

## گواهی‌نامه‌ها
| منطقه                             | گواهی       | واحد گواهی‌شده/فروش |
| --------------------------------- | ----------- | ------------------ |
| کره جنوبی (گائون)                 | ۲× Platinum | ۵۰۰٬۰۰۰^           |
| ^ رقم توزیع تنها بر پایهٔ گواهی‌ها. |             |                    |

## تاریخچه انتشار
| منطقه     | تاریخ         | فرمت(ها)              | ناشر    | منابع         |
| --------- | ------------- | --------------------- | ------- | ------------- |
| مختلف     | ۹ آوریل ۲۰۱۸  | دانلود دیجیتال استریم | جی‌وای‌پی | [ ۱۲ ] [ ۱۳ ] |
| کره جنوبی | ۱۰ آوریل ۲۰۱۸ | سی‌دی                  | جی‌وای‌پی | [ ۱۴ ]        |